# ヴァージン・コーラ
ヴァージン・コーラ（Virgin Cola）は、ヴァージン・ドリンクスが販売するコーラ飲料である。
強力なブランドを求めていたカナダの飲料品会社コット（Cott）と新規事業への進出を求めていたヴァージンが協力して開発し、コカ・コーラ、ペプシコーラ等のアメリカ製品に対抗して1994年にイギリスで発売され、西欧や南アフリカなどでも販売する。さらに1998年にはアメリカでも販売するが、後に撤退する。
日本では1995年にダイエーやローソンなどで販売開始した後、1998年、沖縄サンポッカと提携し沖縄県でも販売する。その後、1999年、ポッカコーポレーション（現・ポッカサッポロフード&ビバレッジ）と提携し、再び全国で販売する。
缶には会長のリチャード・ブランソンのサインと、「私流にいえばヴァージンコーラは世界で最高のコーラです」というコメントが書かれている。ペットボトルのデザインは女優パメラ・アンダーソンのボディラインを模し、パミーボトルと呼ばれる。ペットボトルは日本未発売である。